# Биглен
Биглен (нем. Biglen) — коммуна в Швейцарии, в кантоне Берн. 
Входит в состав округа Конольфинген. Население составляет 1772 человека (на 31 декабря 2006 года). Официальный код — 0603.